# Nielsen Racing
Nielsen Racing est une écurie de sport automobile britannique fondée en 2014. Elle participe régulièrement au championnat de Radical. À partir de 2018, l'écurie passe en European Le Mans Series, dans la catégorie LMP3.

## Historique
En 2017, fort de son expérience du championnat de Radical, et en collaboration avec Ecurie Ecosse, le Nielsen Racing s'est engagé dans le championnat Michelin Le Mans Cup dans la catégorie LMP3 avec une Ligier JS P3. Pour cela, le pilote écossais Colin Noble et le pilote anglais Tony Wells ont rejoint l'écurie. Cette première expérience à ce niveau a été positive car sur les 7 courses du championnat, la voiture a fini sur le podium à quatre reprises avec une victoire lors de la manche de Monza. L'écurie finira ainsi en 2e position du championnat avec 90 points. Le Nielsen Racing a également participé à la Coupe LMP3 Britannique 2017 (en) avec pas moins de 4 voitures engagées au fil de la saison suivant les épreuves. La voiture n°79, pilotée par les pilotes écossais Colin Noble et Alasdair McCaig, a participé à toutes les manches. Cette participation fut couronnée de succès car sur les 12 courses du championnat, la voiture a fini sur le podium à dix reprises avec six victoires. L'écurie finira ainsi en 1re position du championnat avec 223 points devant la ligier JS P3 de l'écurie United Autosports.

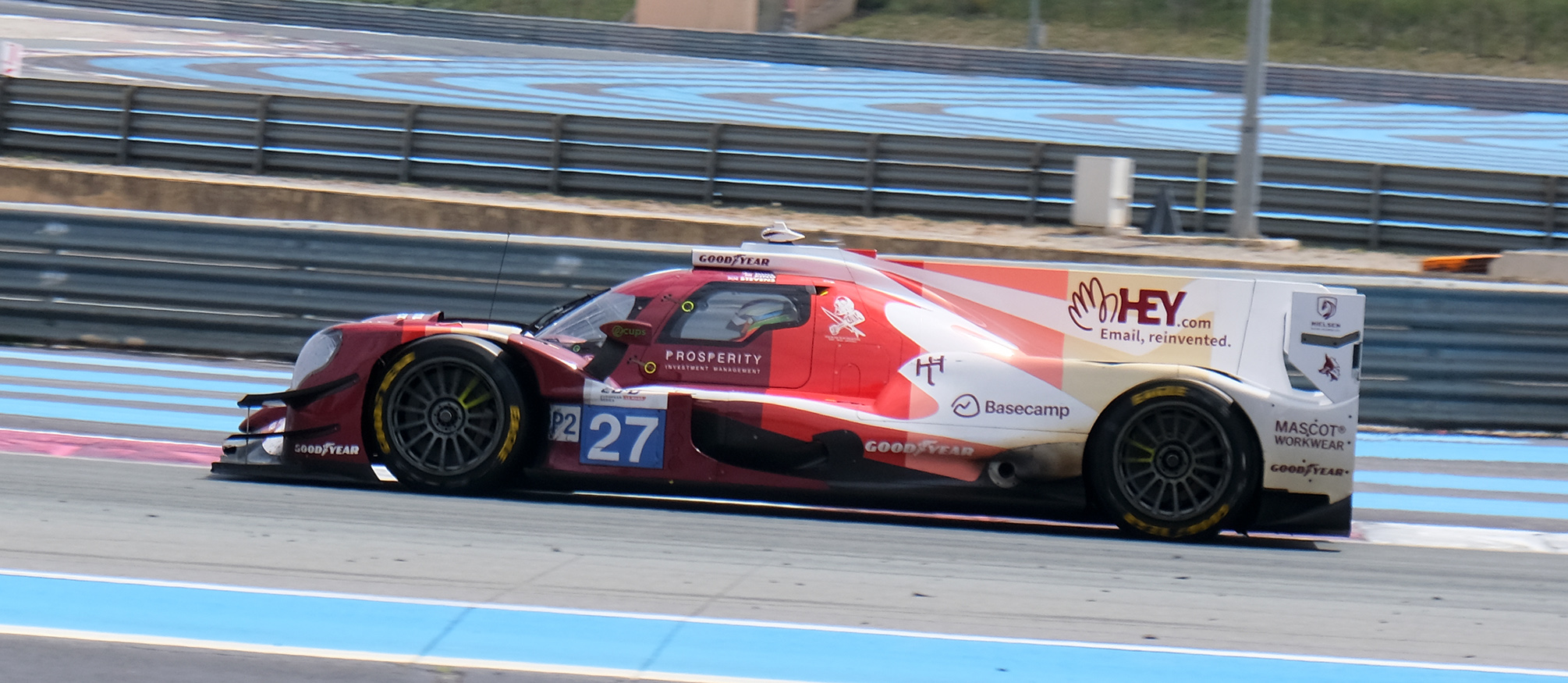
l'Oreca 07 de l’écurie britannique Nielsen Racing lors des 24 Heures du Mans 2024

En 2018, en se basant sur les succès récoltés durant la saison précédente, le Nielsen Racing, toujours en collaboration avec Ecurie Ecosse, s'engagea dans la catégorie LMP3 du championnat European Le Mans Series avec une Ligier JS P3. La voiture avait été confiée à Christian Stubbe Olsen, Colin Noble et Alex Kapadia. Pour cette première participation dans ce championnat, l'écurie a réalisé de bonnes performances en finissant toutes les courses et monta en 3 occasions sur la 2e marche du podium pour les 4 Heures du Red Bull Ring, les 4 Heures de Silverstone et les 4 Heures de Portimão. La voiture marqua ainsi 58 points et a fini en 4e position du championnat LMP3. Comme la saison précédente, le Nielsen Racing participa également au championnat Michelin Le Mans Cup mais cette année-là, avec les pilotes britanniques Tony Wells et James Littlejohn sur la voiture n̟°2 ainsi que l'équipe ayant remporté la Coupe LMP3 Britannique 2017 (en), les pilotes écossais Colin Noble et Alasdair McCaig pour la voiture n°79. La voiture n°79, avec deux victoires lors des manches de Spa et de Portimão a fini le championnat en 2e position. La voiture n°2, sans avoir remporté de course mais grâce à sa régularité, a quant à elle fini le championnat en 3e position. Pour la manche des Road to Le Mans, 3 voitures supplémentaires ont été inscrites. Le Nielsen Racing a également participé à la Coupe LMP3 Britannique 2018 (en) avec 1 voiture engagée. Pour terminer la saison, le Nielsen Racing a engagé deux Ligier JS P3 dans le championnat Asian Le Mans Series avec comme pilote le danois Christian Stubbe Olsen et le britannique Nick Adcock sur la voiture n°7 et l'écossais Colin Noble et l'anglais Tony Wells sur la n°79. Pour cette première participation dans ce championnat, la n°79 a fini en deux occasions sur la 3e marche du podium et ces performances lui ont permis de finir en 3e position du classement LMP3. La n°7, grâce à sa 2e position lors des 4 Heures de Sepang, a quant à elle fini en 5e position du classement LMP3.

## Résultats en compétition automobile

### Résultats aux24 Heures du Mans
| Année | Copilotes                                             | Voiture           | Classe | Tours | Pos. | Class Pos. |
| ----- | ----------------------------------------------------- | ----------------- | ------ | ----- | ---- | ---------- |
| 2020  | Garett Grist Alex Kapadia Anthony Wells               | Oreca 07 - Gibson | LMP2   | 338   | 28e  | 16e        |
| 2022  | Matthew Bell Ben Hanley Rodrigo Sales                 | Oreca 07 - Gibson | LMP2   | 362   | 20e  | 16e        |
| 2023  | Ben Hanley Rodrigo Sales Mathias Beche                | Oreca 07 - Gibson | LMP2   | 18    | Abd. | Abd.       |
| 2024  | Fabio Scherer Kyffin Simpson David Heinemeier Hansson | Oreca 07 - Gibson | LMP2   | 291   | 25e  | 11e        |

### Résultats enEuropean Le Mans Series
| Année | Châssis            | Moteur                      | Classe      | no | 1        | 2        | 3        | 4        | 5      | 6        | Position | Points |
| ----- | ------------------ | --------------------------- | ----------- | -- | -------- | -------- | -------- | -------- | ------ | -------- | -------- | ------ |
| 2018  | Ligier JS P3       | Nissan VK50VE 5,0 l V8 Atmo | LMP3        | 7  | LEC 9    | MON 10   | RBR 2    | SIL 2    | SPA 9  | POR 2    | 4e       | 58     |
| 2019  | Norma M30          | Nissan VK50VE 5,0 l V8 Atmo | LMP3        | 7  | LEC 5    | MON 7    | BAR 4    | SIL 5    | SPA 3  | ALG 5    | 5e       | 63     |
| 2019  | Norma M30          | Nissan VK50VE 5,0 l V8 Atmo | LMP3        | 8  | LEC 14   | MON 13   | BAR 6    | SIL 9    | SPA 9  | ALG 4    | 9e       | 24,5   |
| 2020  | Duqueine M30 - D08 | Nissan VK56 5,6 l V8 Atmo   | LMP3        | 7  | LEC Abd. | SPA 2    | LEC Abd. | MON 8    | POR 11 |          | 10e      | 22,5   |
| 2020  | Duqueine M30 - D08 | Nissan VK56 5,6 l V8 Atmo   | LMP3        | 10 | LEC 8    | SPA Abd. | LEC 5    | MON 6    | POR 5  |          | 8e       | 32     |
| 2021  | Ligier JS P320     | Nissan VK56 5,6 l V8 Atmo   | LMP3        | 6  | BAR 6    | RBR 10   | LEC 12   | MON 12   | SPA 9  | POR 12   | 14e      | 12.5   |
| 2021  | Ligier JS P320     | Nissan VK56 5,6 l V8 Atmo   | LMP3        | 7  | BAR 9    | RBR 11   | LEC 5    | MON Nc.  | SPA 10 | POR 14   | 13e      | 14     |
| 2022  | Ligier JS P320     | Nissan VK56 5,6 l V8 Atmo   | LMP3        | 7  | LEC 6    | IMO Abd. | MON 7    | BAR      | SPA 3  | POR Abd. | 10e      | 29     |
| 2022  | Oreca 07           | Gibson GK428 4,2 l V8 Atmo  | LMP2 Pro/Am | 24 | LEC 4    | IMO 3    | MON 1    | BAR 2    | SPA 4  | POR 3    | 3e       | 97     |
| 2023  | Ligier JS P320     | Gibson GK428 4,2 l V8 Atmo  | LMP3        | 7  | CAT 5    | LEC 11   | ARA 6    | SPA Abd. | ALG 7  | POR Abd. | 11e      | 24     |
| 2023  | Oreca 07           | Gibson GK428 4,2 l V8 Atmo  | LMP2 Pro/Am | 24 | CAT 4    | LEC 4    | ARA 2    | SPA Abd. | ALG 2  | POR 3    | 4e       | 75     |
| 2024  | Oreca 07           | Gibson GK428 4,2 l V8 Atmo  | LMP2 Pro/Am | 24 | BAR 3    | LEC 5    | IMO 6    | SPA 4    | MUG 5  | POR 3    | 5e       | 70     |
| 2024  | Oreca 07           | Gibson GK428 4,2 l V8 Atmo  | LMP2        | 27 | BAR 13   | LEC 11   | IMO 12   | SPA 13   | MUG 10 | POR 11   | 14e      | 1      |

### Résultats enAsian Le Mans Series
| Année     | Châssis        | Moteur                      | Classe | no | 1        | 2        | 3      | 4     | 5     | Position | Points |
| --------- | -------------- | --------------------------- | ------ | -- | -------- | -------- | ------ | ----- | ----- | -------- | ------ |
| 2018-2019 | Ligier JS P3   | Nissan VK50VE 5.0 L V8 Atmo | LMP3   | 7  | SHA 5    | FUJ 4    | THA 4  | SEP 2 |       | 5e       | 52     |
| 2018-2019 | Ligier JS P3   | Nissan VK50VE 5.0 L V8 Atmo | LMP3   | 79 | SHA 3    | FUJ 3    | THA 3  | SEP 4 |       | 3e       | 54     |
| 2019-2020 | Norma M30      | Nissan VK50VE 5,0 l V8 Atmo | LMP3   | 2  | SHA 2    | BEN 1    | SEP 4  | CHA 2 |       | 1re      | 75     |
| 2019-2020 | Norma M30      | Nissan VK50VE 5,0 l V8 Atmo | LMP3   | 3  | SHA 6    | BEN Abd. | SEP 2  | CHA 5 |       | 1re      | 75     |
| 2021      | Ligier JS P320 | Nissan VK56 5,6 l V8 Atmo   | LMP3   | 8  | DUB Abd. | DUB 3    | ABU 2  | ABU 7 |       | 5e       | 39     |
| 2021      | Ligier JS P320 | Nissan VK56 5,6 l V8 Atmo   | LMP3   | 9  | DUB 2    | DUB Abd. | ABU 1  | ABU 6 |       | 3e       | 51     |
| 2022      | Oreca 07       | Gibson GK428 4,2 l V8 Atmo  | LMP2   | 4  | DUB 1    | DUB 1    | ABU 2  | ABU 2 |       | 1re      | 104    |
| 2022      | Ligier JS P320 | Nissan VK56 5,6 l V8 Atmo   | LMP3   | 8  | DUB 7    | DUB 1    | ABU 4  | ABU 6 |       | 4e       | 51     |
| 2023      | Ligier JS P320 | Nissan VK56 5,6 l V8 Atmo   | LMP3   | 8  | DUB 13   | DUB 6    | ABU 1  | ABU 4 |       | 3e       | 45     |
| 2023      | Oreca 07       | Gibson GK428 4,2 l V8 Atmo  | LMP2   | 24 | DUB 4    | DUB 3    | ABU 6  | ABU 8 |       | 6e       | 39     |
| 2023-2024 | Oreca 07       | Gibson GK428 4,2 l V8 Atmo  | LMP2   | 24 | SEP 9    | SEP Abd. | DUB 9  | ABU 9 | ABU 7 | 10e      | 12     |
| 2023-2024 | Oreca 07       | Gibson GK428 4,2 l V8 Atmo  | LMP2   | 34 |          |          | DUB 11 | ABU 8 | ABU 9 | 12e      | 6      |

## Palmarès
- Asian Le Mans Series
  - Champion LMP3 Asian Le Mans Series 2019-2020
  - Champion LMP2 Asian Le Mans Series 2022

## Pilotes
- Nick Adcock (2019, 2021)
- Gabriel Aubry (2024)
- Mathias Beche (2023)
- Matthew Bell (2021-2024)
- Wayne Boyd (2024)
- Albert Costa (2024)
- Charles Crews (2019-2020)
- John Falb (2024)
- Andrew Ferguson (2021)
- Jeremy Ferguson (2021)
- Alex García (en) (2023-2024)
- Garett Grist (2019-2020, 2024)
- David Heinemeier Hansson (2024)
- Ben Hanley (2022-2023)
- Ryan Harper-Ellam (2023)
- Ferdinand Habsburg (2023-2024)
- Rob Hodes (2019-2020)
- Alex Kapadia (2018)
- Max Koebolt (2021)
- Patrick Liddy (2024)
- James Littlejohn (2019, 2022)
- Ian Loggie (en) (2023-2024)
- Austin McCusker (2021)
- Blake McDonald (2024)
- Anthony McIntosh (2024)
- John Melsom (2022-2023)
- Colin Noble (2018-2022, 2024)
- Tristan Nunez (2021)
- Christian Olsen (2018)
- Benjamin Pedersen (en) (2024)
- Nicolas Pino (2024)
- Rodrigo Sales (2021-2023)
- Josh Skelton (2023)
- Will Stevens (2024)
- Steven Thomas (2021)
- Tony Wells (2019-2024)
- Nobuya Yamanaka (2019)
- Nick Yelloly (2024)